# حرض (إب)
حرض هي إحدى مديريات الجمهورية اليمنية. تتبع جغرافيا لمحافظة حجة . يبلغ تعداد سكانها 1278 نسمة حسب الإحصاء الذي أجري عام 2004.